# 亅
【亅】 — китайський ієрогліф. Ключ 6.  Дуже рідко використовується на письмі в японській мові.

## Значення
1. ключ.
2. гак, крюк.
3. Ключ 6.

Ключ: 6 (亅 + 0);  Кількість рисок: 1.
Введення ієрогліфа методом цанзє: 中戈 (LI); . .

## Прочитання
| Китайська         |                   |                   |                   |                 |                 |
| Мандаринська мова | Мандаринська мова | Мандаринська мова | Мандаринська мова | Кантонська мова | Кантонська мова |
| чжуїнь            | піньїнь           | Вейд-Джайлз       | кирилиця          | ютпхін          | Єль             |
| ㄐㄩㄝˊ           | jué (jue2)        | chueh2            | цзюе              | kyut3           | kyut3           |

| Корейська |         |               |              |         |          |
|           | хангиль | стара латинка | нова латинка | Єль     | кирилиця |
| Звук:     | 궐      | kwŏl          | gwol         | kwel    | кволь    |
| Назва:    | 갈고리  | kalgori       | galkkori     | kalkoli | кальгорі |

| Японська |           |             |           |
|          | кана      | латинка     | кирилиця  |
| Он:      | けつ かち | ketsu kachi | кецу каті |
| Кун:     | かぎ      | kagi        | каґі      |
| Ім'я:    | —         | —           | —         |